# Шуты (городское поселение Себеж)
Шуты — деревня в Себежском районе Псковской области России. Входит в состав городского поселения Себеж.

## География
Находится на юго-западе региона, в центральной части района, в лесной местности зоны хвойно-широколиственных лесов.
Уличная сеть не развита.

## Климат
Климат, как и во всем районе, умеренно континентальный. Характеризуется мягкой зимой, относительно прохладным летом, сравнительно высокой влажностью воздуха и значительным количеством осадков в течение всего года. Средняя температура воздуха в июле +17 °C, в январе −8 °C. Средняя продолжительность безморозного периода составляет 130—145 дней в году. Годовое количество осадков — 600—700 мм. Большая их часть выпадает в апреле — октябре. Устойчивый снежный покров держится 100—115 дней; его мощность обычно не превышает 20-30 см.

## История
В 1941—1944 гг. деревня находилась под фашистской оккупацией войсками Гитлеровской Германии.
В 2005 году была упразднена Ленинская волость, и все её населённые пункты, в том числе Шуты, включены в состав созданного городского поселения Себеж.

## Население
| 2001 | 2002 | 2010 |
| ---- | ---- | ---- |
| 3    | ↗9   | →9   |

### Национальный состав
Согласно результатам переписи 2002 года, в национальной структуре населения русские составляли 89 % от общей численности населения в 9 чел..

## Инфраструктура
Лесное хозяйство и личное подсобное хозяйство.

## Транспорт
Деревня доступна по просёлочным дорогам.
Подходят автомобильные дороги общего пользования местного значения «От а/д Новоселье-Каменец км.1+020 до дер. Шуты 1» и «От а/д Новоселье-Каменец км. 1+500 до дер. Шуты 2» (идентификационные номера 58-254-501 ОП МП 58Н-014 и 58-254-501 ОП МП 58Н-015), протяженностью в 1,8 км и 1,3	км.